# Empresa Nacional de Administração dos Portos
Empresa Nacional de Administração dos Portos (Enaport) é uma empresa pública de administração indireta santomense que administra os portos nacionais do país e auxilia na execução da política do sistema portuário santomense. A empresa também usa a marca Porto de São Tomé.
A Enaport administra a licença de terminais para carga e descarga, além de terminal de passageiros dos portos do país.
Está sediada na cidade de São Tomé, no Largo das Alfândegas; seu diretor é Manoel Diogo do Nascimento.

## Histórico
A Enaport foi criada pelo decreto-lei nº 3/89 de 20 de março de 1989, vigente a partir do dia 21 de março; a empresa surgiu para centralizar as ações e a gestão dos serviços portuários da nação, que estavam divididos entre a Direcção dos Transportes e Portos e a Direcção das Alfândegas, órgãos atualmente vinculados ao Ministério do Planeamento, Finanças e Economia Azul. Permaneceu recebendo assistência técnica da Direcção dos Transportes e Portos até 31 de dezembro de 1989 quando finalmente ganhou autonomia plena.
A Enaport, que em 2009 chegou a ser responsável pela geração de 70% do orçamento governamental, entrou em recuperação judicial, em 2019, em virtude do alto endividamento, ficando hipotecada por 10 anos. Parte do endividamento se deu após a aquisição de uma embarcação portuguesa chamada "Liberdade", em mal estado e que necessita de constantes reparos.

## Operações
Suas operações comerciais se dão em quatro terminais portuários, a saber:
- Porto de Ana Chaves: situado na cidade de São Tomé, é maior, mais movimentado e de tráfego diverso dentre os portos da nação;
- Porto de Fernão Dias: é uma ponte-cais no distrito de Lobata;
- Porto de Neves: basicamente um terminal de receção de combustíveis, no distrito de Lembá;
- Porto de Santo António do Príncipe: único porto da ilha do Príncipe, distrito do Pagué.